# Kristine Lunde
Kristine Lunde-Borgersen (Kristiansand, 30 de marzo de 1980) es una exjugadora de balonmano noruega. Consiguió 2 medallas olímpicas de oro. Su hermana gemela Katrine Lunde también fue jugadora de balonmano.